# Potamotrygon magdalenae
La raya del río Magdalena (Potamotrygon magdalenae) es una especie de pez perteneciente a la familia de los potamotrigónidos, que se encuentra en Colombia.

## Distribución y Hábitat
Está presente en las cuencas de los ríos Magdalena, Atrato y Catatumbo.
Es una especie de agua dulce y clima tropical. Prefiere las aguas turbias y poco profundas, con fondos lodosos.
Se encuentra amenazada por la contaminación de las aguas, las actividades agrícolas, industriales, petroleras y mineras, el desarrollo de infraestructuras, y el comercio internacional de peces para acuarios.

## Descripción
Alcanza 35 cm de longitud, pero puede tener un tamaño mayor, aunque por debajo de los 50 cm. Alcanza la madurez sexual cuando mide 25 cm.  Su cuerpo es aplanado dorsoventralmente, a manera de disco, y de color pardo moteado. Las denticulaciones dérmicas de la superficie dorsal se disponen en forma de corona. En el área ventral presenta cinco pares de branquias. La boca es pequeña y transversa, y la cola termina en filamento, con repliegues laterales longitudinales en la base y en la posición distal, con una espina aserrada.

## Alimentación
Es una detritívora de hábitos bentónicos, y se alimenta frecuentemente de larvas de insectos, así como de lombrices, moluscos, peces pequeños y otros animales que logra atrapar.